# تلوث الهواء في الولايات المتحدة

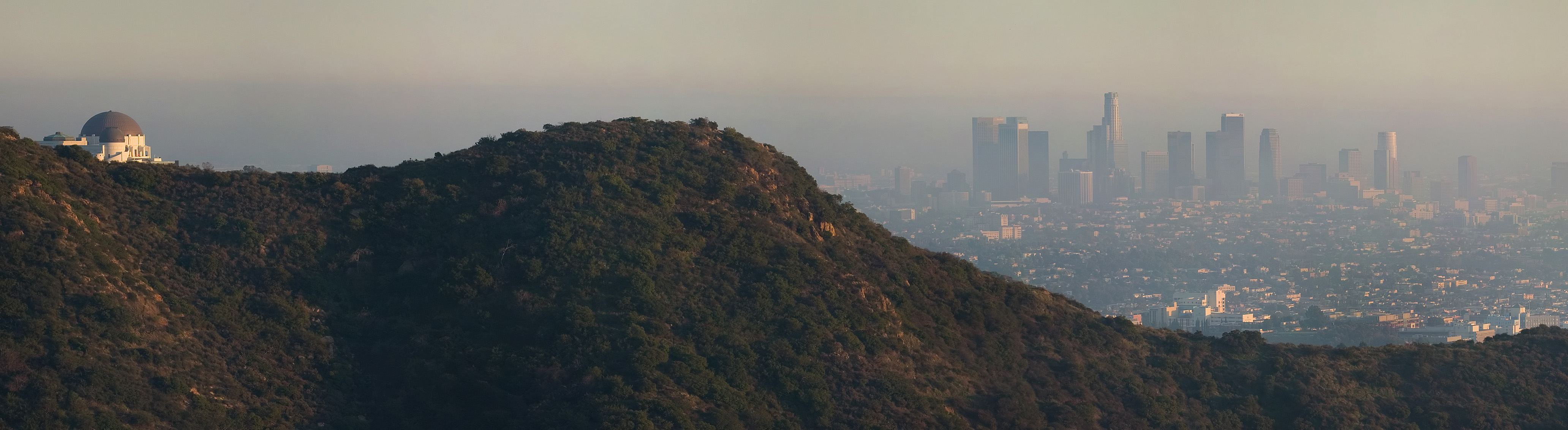
تلوث الهواء في لوس أنجلوس.

تلوث الهواء هو دخول المواد الكيميائية أو الجسيمات المعلقة أو المواد البيولوجية التي تسبب ضرراً أو إزعاجًا للإنسان أو للكائنات الحية الأخرى، أو تضر بالبيئة الطبيعية في الغلاف الجوي. منذ بداية الثورة الصناعية في الولايات المتحدة، واجهت أمريكا الكثير من المشاكل مع القضايا البيئية، وتلوث الهواء بشكل خاص. وفقًا لتقرير صدر عام 2009، يعيش حوالي 60٪ من الأميركيين في المناطق التي وصل فيها تلوث الهواء إلى مستويات غير صحية يمكن أن تتسبب بالمرض. وقد انخفض التلوث في الولايات المتحدة في العقد الماضي، مع انخفاض نسبة الملوثات مثل ثاني أكسيد النيتروجين، على الرغم من حقيقة أن عدد المركبات على الطريق لم ينخفض. لكن يعزى هذا التغيير إلى تحسين النظم والتحولات الاقتصادية والابتكارات التكنولوجية. أما فيما يتعلق بثاني أكسيد النيتروجين، أعلنت ناسا عن انخفاض بنسبة 32٪ في مدينة نيويورك وانخفاض بنسبة 42٪ في أتلانتا بين فترات 2005-2007 و2009-2011.
يمكن أن يتسبب تلوث الهواء بمجموعة متنوعة من المشكلات الصحية بما في ذلك الإنتانات والتغيرات السلوكية والسرطان والفشل العضوي وحتى الوفاة المبكرة. لا تتوزع هذه التأثيرات الصحية بالتساوي من حيث العرق والإثنية والحالة الاجتماعية والاقتصادية والتعليم وغيرها في الولايات المتحدة.

## قوانين الهواء النظيف
في الستينيات والسبعينيات والتسعينيات من القرن العشرين، أصدر الكونغرس في الولايات المتحدة سلسلة من قوانين الهواء النظيف التي عززت بشكل كبير تنظيم تلوث الهواء. وقد سارت بعض الدول الأوروبية وفي النهاية الاتحاد الأوروبي على هذا النهج من المبادرات. وتضع قوانين الهواء النظيف قيودًا بالأرقام على تراكيز مجموعة أساسية من ملوثات الهواء، بالإضافة لتوفير آليات للإبلاغ والإنفاذ.
في عام 1999، استبدلت وكالة حماية البيئة في الولايات المتحدة (إي بّي إيه) مؤشر معايير التلوث (بّي إس أي) بمؤشر جودة الهواء (إيه كيو أي) لإنشاء مقياس جديد هو بّي إم 2.5 (PM2.5) ومعايير الأوزون.
كانت آثار هذه القوانين إيجابية للغاية. في الولايات المتحدة بين عامي 1970 و2006، تمتع المواطنون بانخفاض انبعاثات التلوث السنوية التالية:
- انخفضت انبعاثات أول أكسيد الكربون من 197 مليون طن إلى 89 مليون طن.
- انخفضت انبعاثات أكسيد النيتروجين من 27 مليون طن إلى 19 مليون طن.
- انخفضت انبعاثات ثاني أكسيد الكبريت من 31 مليون طن إلى 15 مليون طن.
- انخفضت انبعاثات الجسيمات المعلقة بنسبة 80٪.
- انخفضت انبعاثات الرصاص لأكثر من 98٪.

في أكتوبر 2006 أرسل المستشارون العلميون المستقلون في وكالة حماية البيئة خطابًا إليها يحذرون فيه أن معيار الضباب الدخاني للأوزون «يحتاج إلى تخفيض كبير» وأنه لا يوجد «تبرير علمي» للاحتفاظ بالمعيار الحالي الأضعف. وقد أوصى العلماء بالإجماع بحد أقصى من الضباب الدخاني يتراوح بين 60 و70 جزءًا في البليون «بّي بّي بي» بعد إجراء مراجعة شاملة للأدلة.
اقترحت وكالة حماية البيئة، في يونيو 2007، حدًا أدنى جديدًا قدره 75 جزءًا في البليون. لكنه أقل تشددًا من التوصية العلمية، وأكثر تشددًا من المعيار الحالي.
تضغط بعض الصناعات للحفاظ على المعايير الحالية كما هي. لكن المهتمين بالبيئة ودعاة الصحة العامة يتحركون لدعم التوصيات العلمية.

## التلوث الدولي
شكّل تدفق الغبار الهارب طبقات مع الكبريتات التي صنعها الإنسان، والضباب الدخاني، والأبخرة الصناعية، وجسيمات الكربون والنترات، انتقلت هذه الطبقات عبر المحيط الهادئ عن طريق الرياح السائدة من الاقتصادات الآسيوية المزدهرة على شكل أعمدة هائلة لدرجة أنها غيرت المناخ. إذ إن ما يقرب من ثلث الهواء فوق مدينتي لوس أنجلوس وسان فرانسيسكو يمكن تتبعه مباشرة إلى آسيا. وأيضًا ما يصل إلى ثلاثة أرباع من تلوث جسيمات الكربون السوداء المعلقة التي تصل إلى الساحل الغربي للبلاد.
تُقاس مستويات التلوث غير الصحية في الولايات المتحدة بواسطة وكالة حماية البيئة والباحثين أو الوكالات المستقلة، مثل جمعية الرئة الأمريكية. وتُحدد القيود الفيدرالية ومعايير التلوث بموجب قانون الهواء النظيف.

## الآثار الصحية
نظرًا إلى تسبب تلوث الهواء بأكثر من تأثير، من الصعب أن نعزو الوضع إلى تلوث الهواء فقط أو أن نحدد مقدار مسؤولية مصدر معين. ومع ذلك، يُعتقد أن ما لا يقل عن مئتي ألف حالة وفاة بشرية تُعزى إلى تلوث الهواء وربعها على الأقل بسبب وسائل النقل. ويقارن هذا مع نحو 33000 تقريبًا من الوفيات بالأسلحة أو 35000 بسبب حوادث السيارات، وكلاهما يعزى أيضًا إلى تطبيق التكنولوجيا البشرية. هناك أيضا وفيات وتأثيرات غير بشرية كبيرة.

### الربو
مع زيادة تلوث الهواء، تصبح أعراض الربو أسوأ. ومسببات الربو ليست مفهومة بوضوح ولا يوجد لها علاج لحد الآن. هناك العديد من العوامل البيئية التي تساهم في الربو. وتتمثل المصادر الرئيسية للتلوث البيئي في حرق الوقود الأحفوري في محركات الاحتراق والغبار الناتج عن حركة المرور على الطرق والكتلة الحيوية المستخدمة في الطهي والتدفئة. في المناطق الحضرية، هناك تراكيز أعلى من الجسيمات المعلقة، وثاني أكسيد النيتروجين، والأوزون، وغيرها من المركبات العضوية المتطايرة ويمكن أن تجعل التنفس أكثر صعوبة. ترتبط الآثار الصحية للجسيمات المعلقة ذات الأقطار المختلفة بطول تلك الجسيمات الموجودة في الغلاف الجوي وموقع الإنتان في الجهاز التنفسي، الأطفال الصغار الذين يتعرضون للهواء الملوث يكونون عرضة للعدوى أكثر. أحد الأسباب هو أن متوسط التنفس للشخص البالغ يتراوح من 16 إلى 20 نفسًا في الدقيقة، في حين أن الطفل الذي يبلغ من العمر عامًا واحدًا يتنفس بنمط أسرع وهو 20 إلى 40 نفسًا في الدقيقة. لذا يستنشق الأطفال الملوثات أكثر من البالغين.

#### التعرض قبل الولادة وارتباطه بالربو
يؤثر التعرض قبل الولادة لتلوث الهواء على صحة الجهاز التنفسي في الرحم. فالأمهات اللواتي تعرضن لـ بّي إم 2.5 أسبوعيًا أثناء الحمل، من المحتمل أن ينجبن أطفالًا معرضين للإصابة بالربو في عمر 6 سنوات. العديد من الأمهات المعرضات لـ بّي إم 2.5 كانوا من الأقليات العرقية (54٪ من أصل إسباني، 30٪ من السود)، وكان لديهم 12 سنة أو أقل من التعليم (66٪)، ولم يدخنَّ أثناء الحمل (80٪). شُخصت الإصابة بالربو لأطفال من داخل المدن تتراوح أعمارهم بين 5 و11 عامًا، ويعزى ذلك التعرض لما قبل الولادة للفثالات، فثالات بوتيل بنزيل (BBzP)، وفثالات ثنائي ن (نظامي) بوتيل (DnBP)، وفثالات ثنائي إيثيل الهكسيل (DEHP)، وفثالات ثنائي الإيثيل (DEP). اكتشفت هذه الفثالات في عينات البول لـ 300 امرأة حامل.
ما يقرب من سبعة ملايين طفل يعانون من الربو، وهذا يعني 1 من كل 10 أطفال، وهذه المعدلات في ازدياد مستمر. بين الأطفال الأمريكيين من أصل أفريقي، يعاني واحد من كل ستة أطفال من الربو، وارتفع العدد بنسبة 50٪ منذ عام 2001. ومن بين أمراض الجهاز التنفسي فهذا المرض مسؤول عن 88٪ من الوفيات المبكرة في المقاطعات ذات الدخل المنخفض للطبقة الوسطى في أمريكا. وقد أظهرت الدراسات المستندة إلى السكان أن المجتمعات التي فيها نسبة عالية من الأميركيين من أصول أفريقية واللاتينيين تعاني من ارتفاع معدلات الإصابة بالربو.

#### التعرض لمكونات الجسيمات المعلقة المحمولة جواً في نيويورك
في دراسة أجرتها جامعة ييل، «عدم المساواة البيئية في التعرض لمكونات الجسيمات المعلقة المحمولة جواً في الولايات المتحدة»، تعرض اللاتينيون لعشرة من أصل 14 من الملوثات (على سبيل المثال، التعرض للكلور أعلى بنسبة 152٪ من البيض، وللألمنيوم بنسبة 94٪)، تعرض الأمريكيون من أصل أفريقي لـ 13 من أصل 14 ملوثًا (على سبيل المثال، التعرض للزنك أعلى بنسبة 43٪، وللفاناديوم 25٪)، وكان الآسيويون أكثر تعرضًا من البيض أيضًا (على سبيل المثال، التعرض للكلور 103٪، وللفاناديوم 69٪، وللنيكل 64٪). ربطت بعض الملوثات التي جرت دراستها بالربو. في برونكس، نيويورك، من المرجح أن يُعالج 66٪ من الأفراد الذين يعيشون بالقرب من المنشآت الصناعية الخطرة ومواقع النفايات بسبب الربو. وقد أبلغ أن الأشخاص الذين يعيشون على بعد 1.86 ميلًا من مرافق المخلفات السامة في الولايات المتحدة هم أشخاص ملونون ونسبة أن يعيشوا داخل منطقة سياج المنشآت الصناعية هي ضعف نسبة السكان البيض، ما يعرضهم لتلوث الهواء، وقضايا السلامة، والمخاوف الصحية.